# Allterrainboard

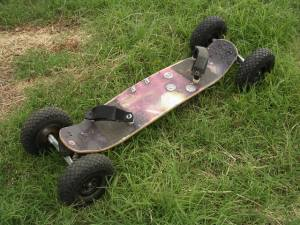
Allterrainboard

Allterrainboard (deutsch „Allgeländebrett“) oder auch Mountainboard (allgemeine Bezeichnung) ist ein Funsportgerät. Es ist optisch und technisch eine Mischung aus Skateboard und Snowboard und mit luftbereiften Rädern ausgestattet, um auf jedem Untergrund benutzt werden zu können.

## Geschichte

### Weltweit
Mit Beginn der 1990er Jahre war es für einige Snowboarder aus den Vereinigten Staaten nicht genug, im Winter mit dem Snowboard die Hänge herunter zu fahren, so dass die Idee entstand, eine Alternative für die Sommermonate zu finden. Orientiert an der Bauweise und dem Design von Snowboard und Skateboard entstand nach verschiedenen Entwicklungsphasen das All-Terrain-Board (ATB) oder auch Mountainboard – der Name verdeutlicht die Eigenschaft, auf fast allen Untergründen fahren zu können.
Nachdem sich in Amerika schnell einige begeisterte Funsportler gefunden haben und sich diese neue Funsportart rasch ausgebreitet hat, wurden auch Sportler aus Europa über das Internet hellhörig. So wanderte der Trend aus Amerika zunächst nach England und Frankreich, um dann auch in allen anderen europäischen Ländern Anhänger zu finden.
Vor allem in England bildete sich eine funktionierende Community mit Sponsoren und Veranstaltern, die in stetiger Zusammenarbeit mit dem Funktionären aus Amerika die Standards kopierten und so eine dynamische Szene entstehen ließen, die sich bis heute vom Niveau der Leistungen stark von den Leistungen anderer Länder unterscheidet.
Nachdem es nationale Wettbewerbe gegeben hatte, wollte man sich in internationalen Wettbewerben messen, und daher wurde in der Zusammenarbeit von belgischen und englischen Boardern die erste Weltmeisterschaft organisiert, die in England, Belgien, Frankreich, Spanien, Tschechien und Deutschland stattfand und durch ein vorher festgelegtes Punktesystem für alle Teilnehmer die gleichen Chancen sicherte. Dieser Trend einer Weltmeisterschaft („World Series“) wurde jedoch im Laufe der Jahre auf eine kleine Anzahl an Austragungsorten beschränkt, da die Veranstalter erkennen mussten, dass es für die Boarder nicht möglich ist, an allen Terminen teilzunehmen. Daher hat sich bis heute die Bezeichnung „Open“ (z. B. German Open) gebildet, welche für die offene nationale Meisterschaft mit Wertungen für den internationalen Wettbewerb steht.

### Deutschland
Die Entwicklung nahm mit der Begeisterung für das Mountainboarden in England seinen Lauf, als ein deutscher Entwickler (Karl Kroher) die Idee des Mountainboardens aufnahm und in einer bayrischen Werkstatt die ersten Boards herstellte. Auf der Suche nach interessierten Boardern wurde vor allem im Sauerland Werbung für den Sport betrieben und so bildete sich ab 2002 auch in Deutschland eine aktive Community mit dem ersten Stützpunkt an einem Skihang in Halver.
Nachdem sich im Laufe der Jahre immer mehr aktive Boarder gefunden haben oder über das Internet und die Massenmedien auf die Sportart aufmerksam geworden sind, wurde in Zusammenarbeit mit den Verbänden anderer Länder auch im deutschen Lenggries im Jahr 2004 eine Station der Weltmeisterschaften ausgetragen und somit das Mountainboarden populär.
Mittlerweile hat sich mit der Gründung der All-Terrain-Boarding-Association (ATBA-Germany) ein zentraler Verein gegründet, um die Community und nationale wie auch internationale Veranstaltungen in Deutschland sowie Jugendfreizeiten und Camps zu organisieren.
Durch die gute Zusammenarbeit haben sich mittlerweile neben Halver auch in Willingen (Upland) weitere Stützpunkte gebildet. Highlight im Jahr 2008 war die Eröffnung eines Mountainboard-Parks in Winterberg, welcher durch die Liftbetreiber als Attraktion für die Touristen im Sommer gefördert worden ist und seitdem durch internationale Boarder regelmäßig besucht wird und gleichzeitig die Möglichkeit gibt, Anfängerkurse zu belegen.

## Aufbau und Bauteile
Das Mountainboard besteht im Wesentlichen aus Deck, Rädern, Bindung und Achsen. Die ausgefeilte Bauweise sorgt für ein nahezu perfektes Snowboard-Feeling. Die Zeit und Erfahrungswerte brachten einige Innovationen mit sich, wie zum Beispiel die Channeltruck-Achsen, welche im Gegensatz zu den normalen Skate-Achsen (wie man sie am Skateboard auch findet) eine stabile Fahrweise und somit Sicherheit für den Boarder garantieren.

### Deck
Die Grundlage des Mountainboards ist wie beim Skateboard das sogenannte Deck. Das ist die Fläche, auf der der Fahrer (Rider) steht. Es liegt größenmäßig zwischen dem Deck des Skateboards und Snowboards. Es ist jedoch wesentlich stabiler als das des Skateboards, da es zusätzlich zum Holz mit Glasfaser und anderen Kunststoffen laminiert wird. Jedes Deck besitzt eine gewisse Flexibilität (Flex), wodurch das Mountainboard die federnden Eigenschaften bei Belastung erhält, welche bei Sprüngen durch das Gelände oder im Freestyle benötigt wird. Die Decks sind je nach Verwendungszweck unterschiedlich gebaut, so dass für den Downhill und Boarder-X längere und starre Decks benutzt, für den Freestyle jedoch kürzere und flexiblere Bauweisen bevorzugt werden.

### Bindungen
Der Halt auf dem Mountainboard ist durch auf dem Deck montierte Bindungen gewährleistet.
Es gibt zwei verschiedene Arten von Bindungen: Die Erste sind die Snowboard-Bindungen, die den Fahrer so fest mit dem Board verbinden, dass er nicht abspringen kann. Die häufiger verwendeten Bindungen sind allerdings steife Schlaufen, in die die Füße nur hineingeschoben werden. Dadurch wird ein fester Halt erreicht, da der Fuß gegen Bewegung nach oben fixiert wird, der Fahrer aber trotzdem in der Lage ist, seitlich abzuspringen.

### Räder/Reifen
Die Räder/Reifen bestehen aus auf Felgen montierten Mänteln mit Schläuchen, welche i. d. R. die Größe eines Diskus nicht überschreiten. Je nach Untergrund kann zwischen verschieden profilierten Reifen gewählt werden, wobei der Luftdruck (~2,5 Bar) entscheidend ist für die Beschleunigung und Geschwindigkeit, da so der Rollwiderstand beeinflusst wird. Die Position der Reifen ist seitlich neben dem Deck, welche durch verlängerte Achsen möglich gemacht wird, um so den Schwerpunkt des Fahrers so niedrig wie möglich zu halten und eine stabile Fahrlage zu garantieren.

### Achsen
Die Räder sind auf den Achsen montiert, wofür am Anfang herkömmliche Skateboard-Achsen verwendet wurden. Sie bestehen aus Aluminium und werden heute meistens beim Kite-Landboarding und beim Downhill verwendet.
Inzwischen wurden aber auch sogenannte „Channel-Trucks“ entwickelt. Sie bestehen meist aus Stahl und sind daher schwerer als die Skateboard-Achsen. Die Channel-Trucks sind mit individuell verstellbaren Stoßdämpfern und Federn ausgestattet, wodurch das Mountainboard laufruhiger wird.

## Fahrstile
Ähnlich dem Snowboarden gibt es vier verschiedene Fahrstile: „Downhill“, „Boarder-X“, „Freestyle“ und „Kiteboarding“.

### Downhill
Durch die Verwandtschaft zum Snowboarden war der Downhill die ursprüngliche Art des Mountainboardens. Im Prinzip entspricht es dem alpinen Snowboarden, bei dem der Hang abgefahren wird und diverse Sprünge über Schanzen (Kicker) gemacht werden. Der Downhill abseits offizieller Pisten, beispielsweise durch ein Waldgebiet, wird als Freeride bezeichnet.
Im Wettkampf wird in der Disziplin „Downhill“ auf einer vorgegebenen Strecke alleine gegen die Uhr gefahren, um so die Platzierungen für den „Boarder-X“ festzulegen.

### Boarder-X
Beim „Boarder-X“ treten mindestens zwei Fahrer auf einer vorgegebenen Strecke im K.-o.-System gegeneinander an. Im Gegensatz zum „Downhill“ kommt es hier häufig zu Körperberührungen und Kollisionen, welche auch für die Zuschauer die Spannung erhöhen, da der Ausgang eines Durchgangs dadurch häufig in letzter Sekunde noch entschieden werden kann.

### Freestyle
Der Freestyle-Stil, bei dem der Fahrer diverse Tricks und Sprünge macht, wurde von den Skateboardern entwickelt. Die verwendeten oder einbezogenen Hindernisse, Schanzen und Halfpipes werden unter dem Oberbegriff Obstacle zusammengefasst.

### Kiteboarding
Ein Großteil der Mountainboarder sind Kitelandboarder. Bei diesem Stil lässt man sich von sogenannten Lenkmatten (stablose Drachen) ziehen. Diese bauen eine enorme Zugkraft auf, sodass man bei genügend Wind meterhohe und -weite Sprünge machen kann. Man kann es im Prinzip als Kitesurfen auf dem Land sehen.

## Parcours
Im sauerländischen Winterberg befindet sich der erste deutsche Mountainboardpark. Ein Schlepp- und ein Sessellift des Skiliftkarussells Winterberg befördern die Sportler zu fünf verschiedenen Strecken mit unterschiedlichem Schwierigkeitsgrad, darunter ein Mountainboarder-Crossparcour und eine grüne Piste.